# (12421) Zhenya
(12421) Zhenya est un astéroïde de la ceinture principale.

## Description
(12421) Zhenya est un astéroïde de la ceinture principale. Il fut découvert le 16 octobre 1995 à Zelenchukskaya Station par Timur V. Kryachko. Il présente une orbite caractérisée par un demi-grand axe de 2,45 UA, une excentricité de 0,12 et une inclinaison de 5,6° par rapport à l'écliptique.

## Compléments